# Konrad VII. von Soest
Konrad VII. von Soest (* um 1370 in Soest; † 18. Mai 1437 in Regensburg) war 40. Bischof von Regensburg von 1428 bis 1437.

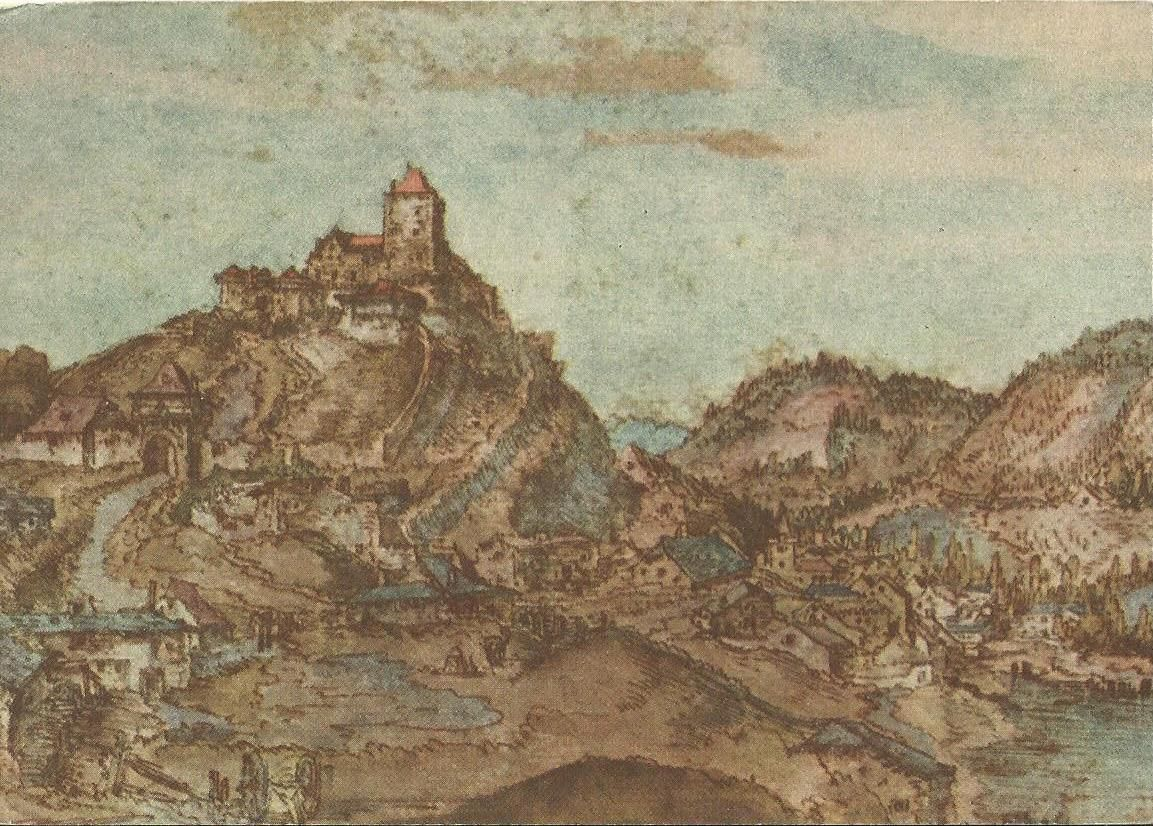
1433 löste Bischof Konrad VII. von Soest die Burg Wörth gegen Zugeständnisse an die bayerischen Herzöge aus

Konrad VII. befand sich zunächst im Erzbistum Köln. Er studierte in Heidelberg und schloss dort als Doktor der Theologie ab und war Rektor der Schule. Abweichend von anderer Literatur stellt Staber für Konrad VII. als Herkunftsort Süß bei Amberg fest und bezeichnet ihn als ehemaligen Amberger Weihbischof.
1409 gehörte Konrad VII. zur Gesandtschaft König Ruprechts in Pisa. Als angesehener Theologe findet man ihn später im Gefolge von Papst Gregor XII., er wirkte als dessen Legat in Deutschland und befand sich auf dem Konzil von Konstanz und dem Konzil von Basel und beteiligte sich als eines der sechs Mitglieder der Germanischen Konzilsnation an der Wahl von Papst Martin V.
Nach dem Tod des Bischofs von Regensburg, Johann II. von Streitberg, erfolgte eine ungewöhnlich ungeordnete Wahl eines Nachfolgers. Insgesamt drei Kandidaten, darunter Johann Sumpringer, wetteiferten um den Bischofsstuhl. Während die Wahl zunächst zugunsten von Erhard Sattelboger ausgefallen war, intervenierten verschiedene Personen des Domkapitels direkt beim Papst. Dabei wurde der erwählte Johann sogar unrichtigerweise als „einäugig und lahm“ dargestellt. Papst Martin V. ernannte kurzerhand Konrad VII. von Soest.
Als Bischof von Regensburg führte er die Abhaltung regelmäßiger Diözesansynoden ein.
Die Hussiten drangen weiterhin in das Bistum ein. Ein aufgestelltes deutsches Heer wurde von den Hussiten in die Flucht geschlagen. Auch die Schlacht bei Hiltersried und parallele Verhandlungen, an denen der Bischof beteiligt war, führten zu keiner Entspannung der Situation.
Er war ein Zeitgenosse von Andreas von Regensburg, der sich bis zu seinem Tode ebenfalls in Regensburg aufhielt.